# Tunkhannock
Tunkhannock település az Amerikai Egyesült Államok Pennsylvania államában, Wyoming megyében, melynek megyeszékhelye is. Lakosainak száma 1767 fő (2020. április 1.).

## Népesség
A település népességének változása:

| 2010 | 1 836 |
| 2020 | 1 767 |